# Clément Mignon
Clément Mignon (Aix-en-Provence, 21 de janeiro de 1993) é um nadador francês, medalhista olímpico.

## Carreira

### Rio 2016
Mignon competiu na natação nos Jogos Olímpicos de Verão de 2016, conquistando a medalha de prata com o revezamento 4x100 metros livre.